# Charles Ali
Charles Ali (23 de agosto de 1984 en San Luis, Misuri) es un jugador profesional de Fútbol americano y juega en la posición de fullback actualmente es agente libre. Firmó como agente libre para Cleveland Browns en 2007. Jugó como colegial en Arkansas-Pine Bluff.
Ali también participó en New York Sentinels de la United Football League, Baltimore Ravens y Arizona Cardinals de la National Football League.

## Estadísticas en UFL
|           |        | Recepción | Recepción | Recepción | Recepción | Recepción | Carrera | Carrera | Carrera | Carrera | Carrera | Defensa | Defensa | Defensa | Defensa | Defensa | Defensa |
| Temporada | Equipo | N.º       | Yds       | Avg       | TD        | Lg        | Att     | Yds     | Avg     | TD      | Lg      | Tkl     | Ast     | Tot     | Sck     | Yds     | FF      |
| 2009      | NYS    | 1         | 5         | 5.0       | 0         | 5         | 7       | 17      | 2.4     | 1       | 4       | 1       | 0       | 1.0     | 0.0     | 0       | 0       |